# Banchus flavicauda
Banchus flavicauda är en stekelart som beskrevs av Henry Keith Townes, Jr. 1978. Banchus flavicauda ingår i släktet Banchus och familjen brokparasitsteklar. Inga underarter finns listade.